# جائحة فيروس كورونا في بورتوريكو
جائحة كوفيد-19 في بورتوريكو هي جائحةً فيروسيةً تسبب مرض فيروس كورونا 2019 (كوفيد-19)، وهو مرض معدٍ مستجد يسببه فيروس المتلازمة التنفسية الحادة الوخيمة كورونا 2 (سارس-كوف-2)، ويشكل جزءًا من جائحة فيروس كورونا العالمية 2019-2020.
بدأت بورتوريكو بالتصدي لخطر الوباء مبكرًا، إذ اتخذت الجزيرة «بعضًا من أهم التدابير التي قد تطبقها أي سلطة قضائية أمريكية لمكافحة الفيروس» و«تبعت خطواتها العديد من المدن والولايات الأمريكية، ففرضت حظر التجول وأوقفت أعمالها التجارية». في 29 فبراير، أسست حاكمة بورتوريكو واندا فاسكيز غارسيد قوة مهام لاستقصاء كيفية تأثير الفيروس على الجزيرة، والتخطيط لاحتواء أي فاشية قد تحدث بأفضل طريقة ممكنة.
نظرًا للتأخير الكبير الذي عانت منه حكومة بورتوريكو في استلام نتائج العينات المرسلة للاختبار ضمن فترة زمنية معقولة من مراكز السيطرة على الأمراض والوقاية منها في مدينة أتلانتا، قررت التعامل مع جميع الحالات المشبوهة على أنها إصابة بكوفيد-19 ريثما تظهر نتائج الفحص، وأمرت كذلك بعزل المرضى 14 يومًا.
أعلنت الحاكمة حالة الطوارئ في 12 مارس، أي قبل يوم من تأكيد أول إصابة بكوفيد-19، وأمرت الحرس الوطني في بورتوريكو بالمساعدة في مراقبة المسافرين القادمين إلى الجزيرة عبر مطاراتها وأرصفتها البحرية. في البند السادس من البيان، فُرض حظر التجول على مواطني الجزيرة، وسُمح لهم بالخروج من منازلهم بين الساعة الخامسة صباحًا والتاسعة مساءً في حالات محددة مثل شراء الأدوية أو مراجعة الطبيب أو الذهاب إلى الصيدلية أو شراء المواد الغذائية أو رعاية مريض.
أُبلغ عن الحالات الأولى من كوفيد-19 في بورتوريكو في 13 مارس، بعدما ثبت إصابة سائحين إيطاليين ومريض سرطان يبلغ من العمر 71 عامًا، وأعربت الحاكمة عن قلقها من عدم الالتزام بإجراءات حظر التجول الذي فُرض في 12 من هذا الشهر، ما دفعها لاتخاذ إجراءات أشد، إذ أمرت بإغلاق جميع الأعمال غير الضرورية اعتبارًا من 15 مارس حتى 30 مارس.
سُجّلت أول حالة وفاة لسائحة إيطالية تبلغ من العمر 68 عامًا، وتعافى زوجها من الفيروس بعد عدة أيام من وفاتها. تُجرى الفحوصات في مستشفيات المحاربين القدماء والمختبرات الخاصة ووزارة الصحة في بورتوريكو.

## الخلفية

### الأحداث الأخيرة
حين أُكد تسجيل أول إصابة بكوفيد-19 في بورتوريكو في 13 مارس، لم تكن الجزيرة قد خرجت بعد من مرحلة التعافي من عدة كوارث طبيعية كبرى حلت بها، منها إعصار ماريا وزلزال بوتوريكو عام 2019-2020، وقد زادت الروابط القوية بين بورتوريكو وشعب بورتوريكو في مدينة نيويورك (التي ظهرت أول إصابة فيها في الأول من مارس) من خطر الإصابة بعدوى الفيروس، ما جعل من انتشار كوفيد-19 بسبب الواصلين من نيويورك مصدر قلق للبورتوريكيين.
في 8 أبريل، طلبت الحاكمة فاسكيز غارسيد من إدارة الطيران الفدرالية حظر الرحلات الجوية إلى بورتوريكو من بؤر الانتشار في الولايات المتحدة بما فيها نيويورك ونيوجيرسي وفلوريدا وبنسلفانيا وكونيتيكت وإلينوي بسبب مخاوفها المتزايدة.

### البنية التحتية للرعاية الصحية
لم تكن بورتوريكو مستعدةً لجائحة كوفيد-19 في عام 2020، شأنها شأن بقية العالم بما في ذلك الولايات المتحدة. يُواجه سُكَّان بورتوريكو خطرًا أكبر جراء تعرضهم لكوفيد-19 مقارنةً بالولايات المتحدة بسبب وجود عوامل إضافية متنوعة مثل ارتفاع معدل أعمار السكان وازدياد معدلات الفقر والاعتماد على الموارد العامة للحصول على الرعاية الصحية.
ورغم تلك العوامل والعيوب، حافظت بورتوريكو حتى 16 أبريل على معدل وفيات أقل من 17% من معدل الوفيات في الولايات المتحدة الأمريكية نسبةً إلى كل مليون نسمة. يبيّن الجدول الذي نشره موقع الإحصاء العالمي ستاتيستا في 16 أبريل، والذي يتعقب حالات كوفيد-19 في جميع أنحاء العالم، أن عدد الوفيات في بورتوريكو بلغ 15.96 وفاةً لكل مليون نسمة، بينما وصل في الولايات المتحدة إلى 94.54 لكل مليون نسمة.
من المعروف عمومًا أنّ الفيروس أشد فتكًا بكبار السن، وأنّه يوجد في بورتوريكو نسبة عالية من المسنين، ففي يوليو 2019 بلغت نسبة المسنين الذين تجاوزت أعمارهن 65 عامًا ما يقارب 21% من سكانها.
وعلاوةً على ذلك، يبلغ احتمال معاناة المسنين في بورتوريكو من الفقر سبعة أضعاف المتوسط العام. تملك بورتوريكو نحو 8,194 سريرًا في مستشفياتها لخدمة سكانها الذين يبلغ عددهم نحو 3,193,694 نسمةً (وفقًا لإحصاء الأول من يوليو 2019). أدت عملية إصلاح قطاع الرعاية الصحية التي قادها الحاكم بيدرو روسيلو عام 1993 إلى زيادة الخصخصة والاعتماد على برنامج التغطية الصحية لذوي الموارد المحدودة (ميديكيد) أو برنامج التأمين الصحي للأطفال ليشمل 45% من البورتوريكيين أو برنامج ميديكير الذي يشمل 20% منهم.
دخلت بورتوريكو في أزمة اقتصادية منذ عام 2006 عندما أوقفت واشنطن بعض الحوافز الضريبية الخاصة، ما خفض من ميزانيتها المالية. يتلقى المنتسبون البورتوريكيون إلى برنامج ميديكيد وسطيًا 2,200 دولار سنويًا مقابل 6,700 دولار سنويًا للمنتسبين في الولايات المتحدة الأمريكية. تمثل الهاوية المالية الدورية في واشنطن تهديدًا لنظم الرعاية الصحية في الأقاليم المختلفة.
وُضِع نظام الرعاية الصحية في بورتوريكو في موقف ضعيفٍ في مواجهة الوباء نظرًا لنقص التمويل المستمر وحالة الريبة المنتشرة والكوارث الطبيعية التي شهدتها الجزيرة في السنوات الأخيرة. أصبحت البنية التحتية للمستشفيات قديمةً، وانخفض عدد الأطباء من 14,000 إلى 9,000 بين عامي 2006-2016، مع وجود نقصٍ في عدد الممرضات أيضًا. لا يوجد ما يكفي من الموارد للتأهب للكوارث، واتجهت السلطة نحو منح التعويضات للمتضررين من الكارثة بعد وقوعها.

## الخط الزمني

### كانون الثاني/يناير
اعتبارًا من أواخر شهر كانون الثاني/يناير؛ أصبحَ مطار لويس مارين مونيوز أحد المطارات الأمريكيّة العشرين التي يخضعُ فيها المسافرون لفحصٍ إضافي يهدفُ للكشفِ عن المصابين بفيروس كورونا. ركّز الفحصُ في البدايةِ على الرُّكاب القادمين من مدينة ووهان في الصين كما طالبهم المطار بملءِ استمارةٍ تُوضِّح سبب سفرهم واتصالاتهم الاجتماعيّة في ووهان فضلًا عن طلبِ مسؤولي المطار من المسافرين الإفصاح عن أيّ أعراضٍ محتملةٍ قد يُعانون منها بما في ذلك ارتفاع درجة الحرارة.

### شباط/فبراير
أمرَت واندا فاسكيز غارسيد في التاسع والعشرين من شُباط/فبراير بإنشاءِ فرقةٍ متخصّصةٍ لمكافحة فيروس كورونا الذي بدأ في الانتشار في البلاد وللمساعدة في فحصِ كلِّ الحالات المُحتمَلة.

### آذار/مارس
- 4 مارس: وصلَ طبيبٌ بنمي وأربعةٌ من رفاقه إلى سان خوان بعد السفر إلى نيويورك و‌ميامي و‌بنما. شاركَ الخمسةُ في اليوم الوطني لمهرجان السالسا في مدينةِ سان خوان والذي أُقيم في السابعِ من آذار/مارس على الرغمِ من شعورهم بالحمى والمرض. بعدها بخمسةِ أيامٍ؛ طلبت فاسكيز من جميع الأشخاص الذي قدِموا في تلك الرحلة عزل أنفسهم خاصّةً إذا كانت لديهم أعراضٌ تُشبه أعراض الأنفلونزا.[20]
- 8 مارس: عُزلت امرأةٌ إيطاليةٌ تبلغُ من العمر 68 عامًا كانتْ على متنِ سفينةٍ سياحيّةٍ أبحرت من فورت لودرديل بولاية فلوريدا؛ وأُدخلت السيّدة في وقتٍ لاحقٍ أحد مستشفيات بورتوريكو بعدما ظهرَ عليها أعراضُ الالتهاب الرئوي؛ قبل أن تُرسل نتائج الفحوصات إلى مراكز مكافحة الأمراض واتقائها من أجل التأكّد من المرض الذي تشكو منه.[21] نتيجةً لذلك؛ أمرت حاكمةُ بورتوريكو بفحصِ كل الركاب القادمين للجزيرةِ على متنِ رحلاتٍ بحريةٍ وذلك للتأكّد من خلوهم من كوفيد-19.[22]
- 10 مارس: أفادت وزارة الصحة البورتوريكيّة أن خمس حالاتٍ مشتبهٍ في إصابتها بالفيروس قيدَ الفحص؛ وبخصوص الحالات السابقة فقد صرَّح رافائيل رودريغيز ميركادو وزير الصحّة في بورتوريكو أن مركز مكافحة الأمراض واتقائها قد تلقّى الفحوصات لكن النتائج لا تزالُ غير معروفةٍ بعد 48 ساعة.[19]
- 12 مارس: كإجراءٍ وقائي أعلنت فاسكيز حالة الطوارئ وأمرت بتنشيطِ الحرس الوطني،[19][23] كما منعت حكومة بورتوريكو السياح من السفرِ إلى فيكويس وكوليبرا بينما سمحت فقط للمقيمين وتلك البواخر التي تُقدِّم الإمدادات بالسفرِ إلى الجزر.[24] ألغت عدة جامعاتٍ بما في ذلك جامعة بورتوريكو وجامعة ديل ساجرادو كورازون والجامعة البابوية الكاثوليكية وجامعة أنا جي مينديز وجامعة بورتوريكو الأمريكية الدراسة في الأقسامِ وانتقلت للتعليمِ عن بعد.[25]
- 13 مارس: كان لدى بورتوريكو 17 حالةً مشتبهًا في إصابتها بكوفيد-19؛ وكانت بعض اختبارات الفحصِ قد أُرسلت إلى مركز مكافحة الأمراض واتقائها في التاسعِ من آذار/مارس. انتقدت فاسكيز مركز مكافحة الأمراض وذلك لعدمِ تحقيقِ أيّ تقدمٍ في نتائج الفحص التي استلمها قبل أربعة أيام.[26] أعلنت فاسكيز في وقتٍ متأخرٍ من مساء اليوم خلال مؤتمر صحفي وجود ثلاث حالات مصابة بالفيروس في الجزيرة: الأولى لسيّدة إيطالية تبلغُ من العمر 68 عامًا كانت على متنِ سفينة بحريّة؛ أما الحالة الثانية فتعودُ لزوج السيّدة الأولى والذي يبلغُ من العمر 70 عامًا وقد عُزل الاثنان في أحدِ المستشفيات المحليّة في كوندادو؛[27] بينما تعودُ الحالة الثالثة لمريضِ سرطانٍ بورتوريكي – سافر أقاربه خارج الجزيرة في وقتٍ ما – يبلغُ من العمر 71 عامًا ويخضعُ للعلاج في مستشفى أوكسيلو موتو.[28][29] بعد المؤتمر مباشرة؛ أعلنت فاسكيز عن إغلاقِ جميع المدارس العامة لمدة 14 يومًا ومنع دخول السفن السياحية والعَبَّارات إلّا تلك الضرورية منها.[30] وافق مجلس النواب في بورتوريكو في نفس اليومِ على مشروعِ قانونٍ لتعديل أحد قوانين الجزيرة الخاصّة بتفعيلِ إجازةٍ طارئةٍ غير مدفوعةِ الأجر تصلُ إلى 20 يومًا للموظفين الذين قد يُنقل لهم المرض أو الفيروس في حالات الأمراض الوبائيّة،[31] كما أصدرت حكومة بورتوريكو قانونًا جديدًا يقضي بقياسِ درجة حرارة الوافدين للجزيرة في سبعِ نقاطِ دخولٍ مختلفةٍ.[32]
- 15 مارس: أعلن فاسكيز حظر تجولٍ آمرةً بذلك المواطنين بالبقاءِ في منازلهم حتى الثلاثين من آذار/مارس؛ كما سمحت بالخروجِ في حالات الطوارئ والحالات الضروريّة على غِرار شراء المواد الغذائيّة ابتداءً من الساعة الـ 5:00 صباحًا وحتى 9:00 مساءً. أمرت حاكمةُ الجزيرة جميع الشركات بالإغلاق باستثناء محلات البقالة والسوبر ماركت ومحطات الوقود والمؤسسات المصرفية والصيدليات والشركات الطبيّة.[33] أكّدت الجزيرة حالة رابعة مصابة بكوفيد-19 ويتعلَّقُ الأمر برجلٍ يبلغُ من العمر 87 عامًا ومقيمٌ في كاليفورنيا. نُقل المصاب إلى أحدِ المراكز الطبيّة القريبة بواسطةِ مروحيةٍ تتبعُ حرس السواحل الأمريكي وذلك بعد ظهور أعراضٍ عليهِ حينما كان على متنِ رحلةٍ بحريةٍ تمرُّ عبر ممر مونا.[28]

أرجأَ مفوض شرطة بورتوريكو هنري إسكاليرا ريفيرا تدريب جميع الأفراد؛ كما طلبَ من الطُلاَّب الحاليين في أكاديمية الشرطة تقديم تقاريرٍ إلى مواقع قريبة من مساكنهم للقيام بمهام إدارية في الثكنات. علّقت بورتوريكو حتى إشعارٍ آخر إصدار العديد من المستندات والشهادات؛ كما علَّق مكتب السجلات الجنائية خدماته منتقلًا للخدمات الإلكترونية بما في ذلك إرسال السجلات عبر البُرد الإلكترونيّة. أُعلن في وقتٍ متأخرٍ من اليوم إصابة امرأةٍ تبلغُ من العمر 65 عامًا بالفيروس لتكون بذلك الحالة الخامسة المُؤكَّدة؛ مُقابل الاشتباهِ في 17 حالة أخرى غيرُ مؤكّدةٍ بعد.
- 16 مارس: ناقشت فاسكيز إمكانية سنِّ بعض القوانين الجزريّة في حالةِ ما لم يلتزمِ السكان بحظر التجول وباقي القواعد التي تُفرض بالتزامنِ مع حالة الطوارئ؛ كما انتقدت بعض الشركات التي ظلّت تعمل بشكلٍ طبيعي مهددةً بالصرامةِ أكثر في هذا الموضوع؛[36] وحسبَ القانون البورتوريكي فإنَّ أصحاب الشركات الذين لا يلتزمون بالحظرِ المفروضِ قد يتعرّضون لغرامةٍ ماليةٍ قدرها 5000 دولار أمريكي وستة أشهر في السجن. غرَّمت الشرطة في نفس اليومِ بارًا في منطقة أوروكوفيس؛ كما نفذت أكثر من عشرين إجراءً تنفيذيًا في مناطق مختلفة؛[37] هذا عدى عن اعتقالِ الشرطة البورتوريكيّة لـ 36 شخصًا وتوجيهِ تهمٍ لـ 85 آخرين بسببِ انتهاك قوانين الحظر.[38]
- 17 مارس: أرسلت فاسكيز رسالةً إلى إدارة الطيران الفيدرالية مع ثلاثة طلباتٍ مُستقلّةٍ؛ وأوضحت في بيانٍ لها أن الرسالة تسعى للحصول على إذنٍ لإغلاق المطارات بدون فحصِ الركاب وتقييد مهابط الطائرات المستأجرة والسماحِ للجزيرة بالحدِّ من الحركة الجوية.[38] على صعيدٍ آخرٍ؛ قالت الشرطة البُورتوريكيّة إنَّ حوادث العنف المنزلي التي تم الإبلاغ عنها قد شهدت زيادةً دون تقديمِ أيّ تفاصيلٍ أخرى عن نسبِ هذه الزيادة.[39]
- 18 مارس: أعلن المتحدث باسم مستشفى دي فيتيرانوس عن الحالة المؤكدة السادسة؛ فيما ذكرت عالمة الوبائيات كارمن ديسيدا أن هناك 26 حالة جديدة محتملة؛ 10 منها كانت النتائجُ سلبيةً.[40]
- 21 مارس: سُجّلت في هذا اليومِ حالةُ الوفاة الأولى في جزيرة بورتوريكو للسيدةٍ الإيطاليةِ البالغةِ من العمر 68 عامًا والتي كانت تُعاني من مشاكل صحية أخرى.[41] في هذا اليوم أيضًا؛ خرجَ الكثيرُ من الناس إلى الشوارع بشكلٍ جماعي للتسوُّقِ والاكتنازِ بعد انتشارِ العديد من الشائعات على تطبيقِ واتساب والتي كانت تُفيد بأن محلات ومتاجر البقالة في الجزيرة ستُغلق عمّا قريب. تحدى الكثيرُ من البورتوريكيين حظر التجوال الذي استمر أسبوعين؛ وذلك بسببِ الأخبار المزيفة التي تمَّ تداولها بكثرة ما دفع الشرطة البورتوريكيّة إلى الإعلانِ عن بدءِ تحقيقٍ في هوية من بدأ بث مثل هذهِ الأخبار.[42][43]
- 25 مارس: أعلنت الجزيرة عن وفاة أول مقيمٍ بسبب الوباء ويتعلَّقُ الأمر بمعلمةٍ تبلغُ من العمر 48 عامًا من رينكون. كانت المرأة متزوجةً من ضابط شرطة؛ ما دفعَ السلطات إلى عزلِ الكثير من الضباط المخالطين لزوجِ المعلّمة؛ فضلًا عن تمديد حظر التجول حتى الثاني عشر من نيسان/أبريل.[44]
- 30 مارس: سُجِّلت حالة الوفاة السادسة في جزيرة بورتوريكو.[45]

## الإجراءات الحكومية
- 11 مارس: خصصت وزارة الصحة والخدمات البشريّة الأمريكية حوالي 5.9 مليون دولار لبورتوريكو لمكافحة كوفيد-19.[46]
- 12 مارس: أعلن فاسكيز حاكمةُ بورتوريكو في مؤتمرٍ صحفي حالة الطوارئ وتنشيط الحرس الوطني الذي سيتمركزُ في في مطار لويس مونيوز مارين الدولي وميناء سان خوان لفحصِ الركاب القادمين من دول أخرى.[19] أمرت الحاكمة أيضًا بتأجيل أو إلغاء جميع التجمعات والفعاليات الجماعية في آذار/مارس؛ كما أعربت عن إحباطها من مركز مكافحة الأمراض واتقائها بسبب التأخير في تقديم نتائج الفحوصات.[23]
- 13 مارس: أعلنَ وزير الصحة البورتوريكي رافائيل رودريغيز استقالته من منصبه؛[47] بينما تساءل بعضُ الأعضاء في للبرلمان عن سبب هذه الاستقالة مشكّكين في وزارة الصحة وما إذا كانت كفؤة ومستعدة للأزمة.[48] أُغلقت المدارس العامة لمدة 14 يومًا؛[30] كما وافق مجلس النواب على مشروع قانون لإنشاء إجازة طارئة جديدة غير مدفوعة الأجر؛ وهي بانتظارِ موافقة مجلس الشيوخ البورتوريكي عليها.[31]
- 14 مارس: طلب بعض أعضاء الكونغرس البورتوريكي وعلى رأسهم النائبة جينيفر غونزاليس كولون من مركز مكافحة الأمراض واتقائها تضمين الجزيرة والأقاليم الأخرى التابعة للولايات المتحدة في نظامِ التنبيه الرقمي الخاص بهم.[48][49]
- 15 مارس: أصدرت فاسكيز حظرًا للتجول على مستوى الجزيرة حتى الثلاثين من آذار/مارس كما أمرت بإغلاقِ جميع الشركات غير المشاركة في مبيعات الأغذية أو الأدوية أو الخدمات المصرفيّة؛[28] في حين أجّلت مؤسسة الجيش تدريب أفرادها.[34] من جانبٍ آخر؛ قالَ خوسيه أبونتي هيرنانديز الرئيس السابق لمجلس النواب البورتوريكي إنه سيطلبُ من جينيفر غونزاليس كولون (المُفوَّضة المُقِيمة في بورتوريكو) الحصول على أموال لترميمِ مستشفى قديم وإعادة تشغيله لعلاج الأشخاص المتضررين من جائحة فيروس كورونا.[50]
- 19 مارس: صرَّح صحفيون من مركز الصحافة الاستقصائية (CPI) في بورتوريكو أن كارمن ديسيدا ليس لديها أوراقُ اعتمادٍ لتكون عالِمة وبائية؛ ورداً على ذلك دعمت حاكمةُ بورتوريكو كارمن في ما تقوم به.[51] في اليوم نفسه؛ قامت مجموعةٌ من علماء بورتوريكو بتعميمِ وثيقةٍ تطلبُ استقالة ديسيدا قائلةً إنها أظهرت عدم الكفاءة في الماضي ولم تكن على مستوى مهمّة التعامل مع جائحة كورونا.[52]
- 25 مارس: عيّنَ القائم بأعمال وزير الصحة في بورتوريكو انكجار حسن ريوس عالم الأوبئة المسؤول عن قيادةِ فرقة عمل كوفيد-19 في الجزيرة.[53]